# Berkhof Jonckheere Groep
De Berkhof Jonckheere Groep was een Nederlandse busholding. De holding werd in 1989 opgericht onder de naam Berkhof Groep nadat touringcarfabrikant Berkhof uit Valkenswaard (tegenwoordig VDL Bus Valkenswaard) de bedrijven Hainje en Postma in Heerenveen had overgenomen. In 1991 volgde de overname van de Belgische busjesbouwer Denolf & Depla en in 1992 de Nederlandse busjesbouwer Kusters. Nadat de holding ook het Belgische Jonckheere had overgenomen veranderde de naam in Berkhof Jonckheere Groep. De complete holding werd in 1998 overgenomen door de VDL Groep. De bedrijven, met uitzondering van Postma, maken tegenwoordig deel uit van de busdivisie VDL Bus & Coach.

## Portretten van Berkhof-producten

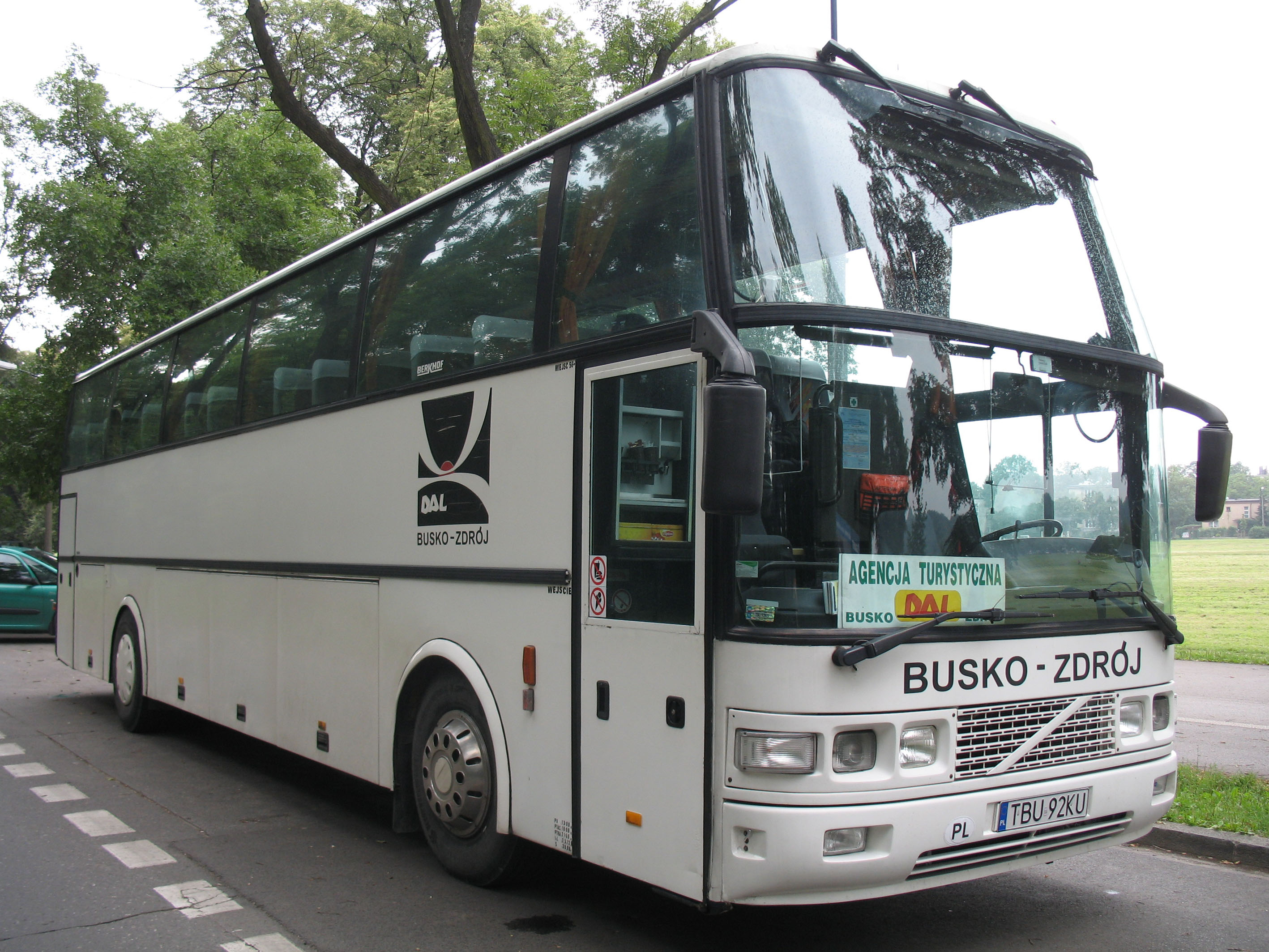
Berkhof Excellence 2000
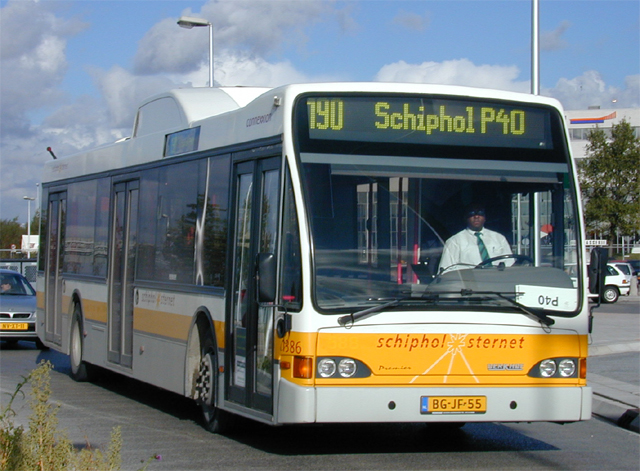
Berkhof Premier als Connexxion bus 1386
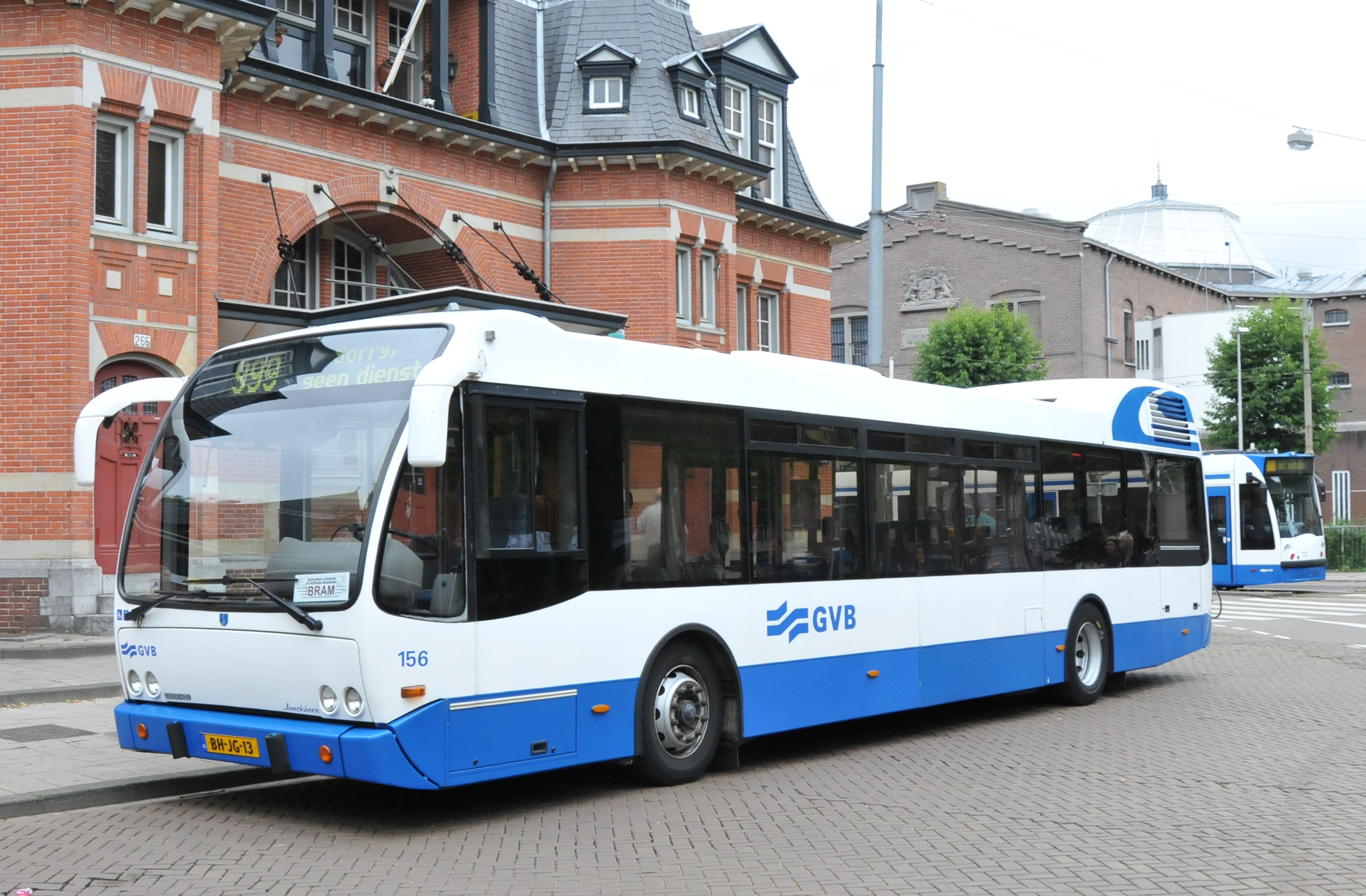
Berkhof Jonckheer stadsbus 156 van GVB op een DAF SB250-chassis (nu Museum bus Stichting BRAM)
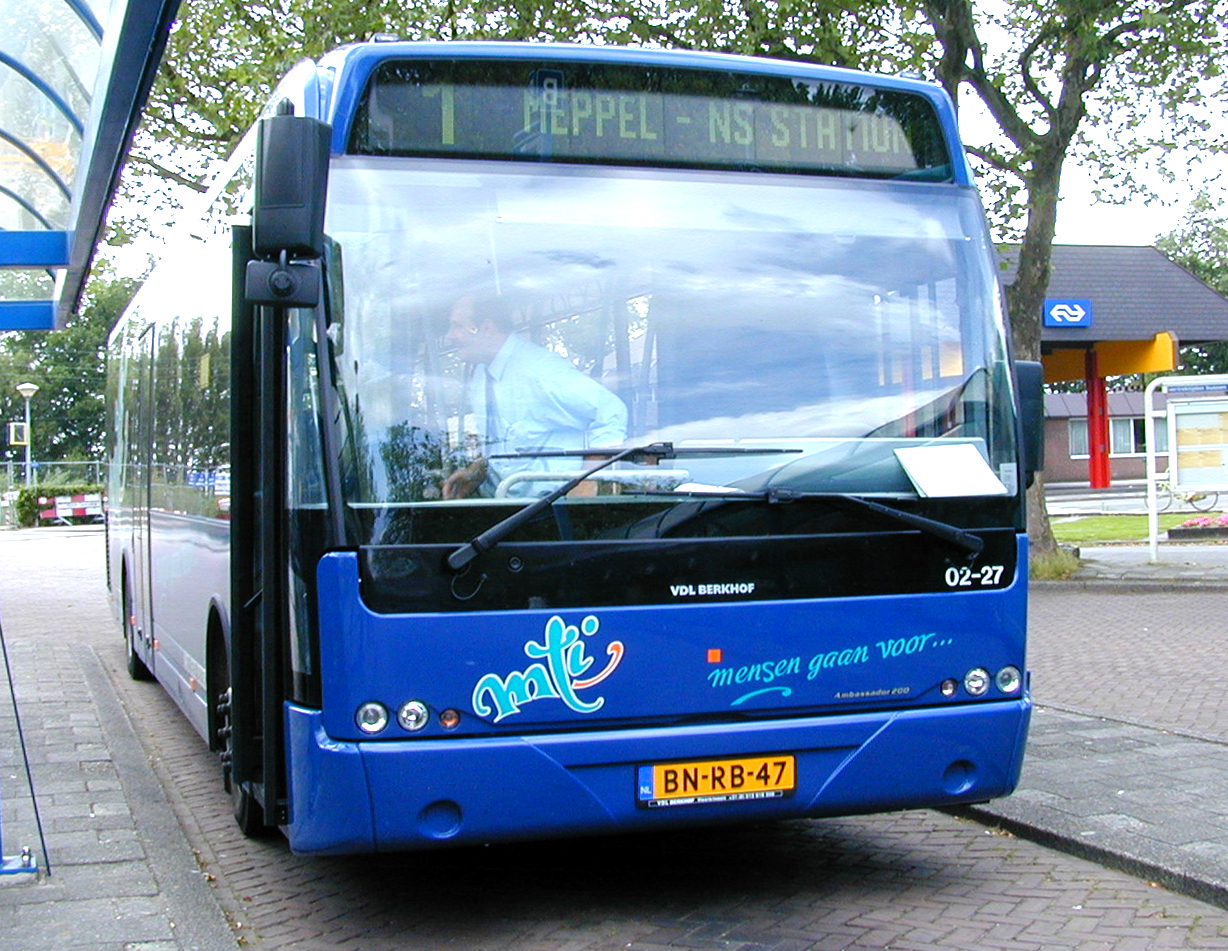
Berkhof Ambassador ALE 120 als Millennium Transportation International (MTI) bus 02-27